# Comarca Don Benito
Die Comarca Don Benito ist eine der zwölf Comarcas in der Provinz Badajoz.
Die im Norden der Provinz gelegene Comarca umfasst 18 Gemeinden auf einer Fläche von 1.959,23 km².

## Gemeinden
| Gemeinde                | Einwohner (2024) | Fläche km² | Dichte Einw./km² | Cod INE | Postleitzahl |
| ----------------------- | ---------------- | ---------- | ---------------- | ------- | ------------ |
| Acedera                 | 802              | 82,47      | 10               | 06001   | 06730        |
| Campanario              | 4.705            | 257,32     | 18               | 06028   | 06460        |
| La Coronada             | 2.148            | 81,17      | 26               | 06039   | 06469        |
| Cristina                | 547              | 15,81      | 35               | 06041   | 06479        |
| Don Benito              | 37.728           | 561,69     | 67               | 06044   | 06400        |
| Guareña                 | 6.649            | 238,34     | 28               | 06060   | 06470        |
| La Haba                 | 1.214            | 86,57      | 14               | 06061   | 06714        |
| Magacela                | 498              | 75,82      | 7                | 06075   | 06468        |
| Manchita                | 737              | 38,23      | 19               | 06079   | 06478        |
| Medellín                | 2.237            | 64,96      | 34               | 06080   | 06411        |
| Mengabril               | 491              | 43,81      | 11               | 06082   | 06413        |
| Orellana de la Sierra   | 261              | 16,68      | 16               | 06096   | 06750        |
| Orellana la Vieja       | 2.573            | 37,05      | 69               | 06097   | 06740        |
| Rena                    | 613              | 10,78      | 57               | 06111   | 06715        |
| Santa Amalia            | 3.920            | 73,59      | 53               | 06120   | 06410        |
| Valdetorres             | 1.135            | 39,69      | 29               | 06138   | 06474        |
| Villanueva de la Serena | 25.784           | 152,86     | 169              | 06153   | 06700        |
| Villar de Rena          | 1.323            | 82,39      | 16               | 06156   | 06716        |
| Comarca Don Benito      | 93.365           | 1.959,23   | 48               | –       | –            |

## Nachweise
1. ↑  Instituto Nacional de Estadística Municipal Register of Spain
2. ↑  FUENTE: Ministerio de Agricultura, Pesca y Alimentación